# Philadelphia (Mississipi)
Philadelphia és una població dels Estats Units a l'estat de Mississipi. Segons el cens del 2000 tenia 7.303 habitants.

## Demografia
Segons el cens del 2000, Philadelphia tenia 7.303 habitants, 2.950 habitatges, i 1.899 famílies. La densitat de població era de 265,8 habitants per km².
Dels 2.950 habitatges en un 30,4% hi vivien nens de menys de 18 anys, en un 40,8% hi vivien parelles casades, en un 20,4% dones solteres, i en un 35,6% no eren unitats familiars. En el 32,5% dels habitatges hi vivien persones soles el 15,2% de les quals corresponia a persones de 65 anys o més que vivien soles. El nombre mitjà de persones vivint en cada habitatge era de 2,38 i el nombre mitjà de persones que vivien en cada família era de 3.
Per edats la població es repartia de la següent manera: un 26,1% tenia menys de 18 anys, un 9,1% entre 18 i 24, un 25,9% entre 25 i 44, un 21% de 45 a 60 i un 17,8% 65 anys o més.
L'edat mediana era de 36 anys. Per cada 100 dones de 18 o més anys hi havia 73,8 homes.
La renda mediana per habitatge era de 26.438 $ i la renda mediana per família de 30.756 $. Els homes tenien una renda mediana de 30.731 $ mentre que les dones 20.735 $. La renda per capita de la població era de 15.787 $. Entorn del 25,1% de les famílies i el 28,1% de la població estaven per davall del llindar de pobresa.

## Poblacions més properes
El següent diagrama mostra les poblacions més properes.